# Mont Yumiori
Le mont Yumiori (弓折岳, Yumiori-dake) est une montagne située sur le territoire de la ville de Takayama dans la préfecture de Gifu au Japon. Culminant à 2 592 m d'altitude elle fait partie des monts Hida.